# 소프트센
(주)소프트센(영어: Softcen Co.,Ltd.)은 AI기반 빅데이터 서비스를 제공하는 대한민국 기업이다. 1999년과 2001년에는 각각 ISO 9001, ISO 14001을 획득했다. 2014년 3월 28일 회사명을 주식회사 비티씨정보통신에서 주식회사 소프트센으로 변경하였다.
AI기반 빅데이터 서비스인 에듀센(AI기반 교육 서비스 사업)과 센닥터(AI기반 의료 서비스 사업)을 주요 필두로 하여 병원형 빅데이터 사업과 IT인프라 유통/구축/서비스 사업, IBM통합 총판(HW/SW)사업등 IT솔루션 사업을 진행하고 있다.

## 사업 영역
- 빅데이터서비스 수집/분석
- 병원정보시스템 컨설팅 (OCS, PACS, EMR등)
- 임상정보분석시스템 구축(CDW)
- 4차 산업혁명 기술기반 서비스 개발(AI, Bigdata, Cloud, IoT 등)
- 지능형 SW교육 플랫폼 제공
- IBM 통합 총판(HW/SW)
- Dell, Lenovo 등의 Platform 솔루션 유통
- System, Network 컨설팅 및 구축
- Watson Explorer 기반 빅데이터 분석 시스템 구축
- Web & Network 보안

## 수상 연혁
- 2018년 IBM 지역우수상 톱 총판상 수상
- 2017년 한국빅데이터학회 주관 제4회 코리아 빅데이터 어워드 솔루션부분 중기벤처부장관상 수상
- 2017년 IBM 국내총판 시장점유율 1위 등극
- 2017년 제16회 대한민국 SW기업 경쟁력 대상 수상
- 2015년 고용창출 100대 우수기업 선정
- 2013년 스마트시설관리시스템 정부 3.0 우수상 수상
- 2007년 디지털타임스 브랜드 파워 대상 수상, ZEUS5000 22형 산업자원부 GOOD DEDIGN 선정
- 2005년 하이테크어워드 수출 부문 대상 수상, 유망 중소기업상 수상
- 1993년 1천만불 수출탑 수상
- 1992년 1백만불 수출탑 수상